# س. بات تايلور
س. بات تايلور (بالإنجليزية: C. Pat Taylor)‏ هو مدرس أمريكي، ولد في 10 ديسمبر 1945 في سالم في الولايات المتحدة.

## وصلات خارجية
- الموقع الرسمي